# 대한민국의 원자력안전위원회 위원장
원자력안전위원회 위원장(原子力安全委員會 委員長)은 원자력안전위원회를 대표하는 직위로, 차관급 정무직공무원으로 보한다.

## 임명
- 원자력안전위원회 위원장은 대통령이 임명한다.

## 역할
- (정부조직법 제7조제1항) 각 행정기관의 장은 소관사무를 통할하고 소속공무원을 지휘·감독한다.
- (원자력안전위원회의 설치 및 운영에 관한 법률 제6조제1항) 위원장은 위원회를 대표하고, 위원회의 회의를 주재하며, 소관 사무를 총괄한다.

## 역대 위원장

### 원자력안전위원회 위원장
| 정부        | 대수 | 이름           | 임기                              | 비고                             |
| ----------- | ---- | -------------- | --------------------------------- | -------------------------------- |
| 김영삼 정부 | 초대 | 권숙일(權肅一) | 1997년 7월 1일~1998년 2월 28일    | 과학기술처 장관이 겸임           |
| 김대중 정부 | 2대  | 강창희(姜昌熙) | 1998년 3월 3일~1999년 3월 22일    | 과학기술부 장관이 겸임           |
| 김대중 정부 | 3대  | 서정욱(徐廷旭) | 1999년 3월 23일~2001년 3월 25일   |                                  |
| 김대중 정부 | 4대  | 김영환(金榮煥) | 2001년 3월 26일~2002년 1월 28일   |                                  |
| 김대중 정부 | 5대  | 채영복(蔡永福) | 2002년 1월 29일~2003년 2월 26일   |                                  |
| 노무현 정부 | 6대  | 박호군(朴虎君) | 2003년 2월 27일~2003년 12월 27일  |                                  |
| 노무현 정부 | 7대  | 오명(吳明)     | 2003년 12월 28일~2004년 10월 17일 |                                  |
| 노무현 정부 | 8대  | 오명(吳明)     | 2004년 10월 18일~2006년 2월 9일   | 부총리 겸 과학기술부 장관이 겸임 |
| 노무현 정부 | 9대  | 김우식(金雨植) | 2006년 2월 10일~2008년 2월 28일   |                                  |
| 이명박 정부 | 10대 | 김도연(金道然) | 2008년 2월 29일~2008년 8월 6일    | 교육과학기술부 장관이 겸임       |
| 이명박 정부 | 11대 | 안병만(安秉萬) | 2008년 8월 6일~2010년 8월 30일    |                                  |
| 이명박 정부 | 12대 | 이주호(李周浩) | 2010년 8월 31일~2011년 10월 25일  |                                  |

| 정부        | 대수           | 이름                             | 임기                             | 비고                                       |
| ----------- | -------------- | -------------------------------- | -------------------------------- | ------------------------------------------ |
| 이명박 정부 | 초대           | 강창순(姜昌淳)                   | 2011년 10월 26일~2013년 3월 23일 | 장관급 중앙행정기관의 상설 위원장으로 분리 |
| 박근혜 정부 | 2대            | 이은철(李銀哲)                   | 2013년 4월 12일~2016년 4월 14일  | 차관급으로 격하                            |
| 박근혜 정부 | 3대            | 김용환                           | 2016년 4월 15일~2018년 1월 1일   |                                            |
| 문재인 정부 | 3대            | 김용환                           | 2016년 4월 15일~2018년 1월 1일   |                                            |
| 4대         | 강정민(姜政敏) | 2018년 1월 2일~2018년 10월 29일  |                                  |                                            |
| 5대         | 엄재식(嚴在植) | 2018년 10월 30일~2021년 12월 4일 |                                  |                                            |
| 6대         | 유국희(劉國熙) | 2021년 12월 4일~2024년 12월 3일  |                                  |                                            |
| 윤석열 정부 | 5대            | 최원호(崔元湖)                   | 2024년 12월 4일~                 |                                            |

## 같이 보기
- 원자력안전위원회